# Avvistamento di Antananarivo
L'avvistamento di Antananarivo è un avvistamento di UFO avvenuto nel 1954 al di sopra della città di Antananarivo, nel Madagascar. Il caso è stato considerato importante dagli ufologi perché accaduto fuori dall'America e dall'Europa, a dimostrazione che gli avvistamenti di UFO andavano considerati un fenomeno mondiale.

## Cronologia dei fatti
Il 16 agosto 1954 verso le 17 fu vista una bolla luminosa di colore verde cadere dal cielo e sparire dietro una collina. Qualche minuto dopo l'oggetto riapparve, sorvolando prima le alture vicino Antananarivo e poi l'Avenue de la Libération (una delle strade più importanti della città) davanti a centinaia di testimoni, a meno di cento metri dal suolo, senza emettere alcun rumore. I testimoni dichiararono di avere osservato alcuni black out in corrispondenza delle zone sorvolate dall'UFO e che gli animali domestici avevano reazioni di panico. Dopo un po' l'oggetto si allontanò. Fu rivisto qualche minuto più tardi a 150 km più a nord, dove secondo i testimoni provocò reazioni di panico in una mandria di bestiame.
Dopo qualche giorno, il Comando Aereo del Madagascar chiese al direttore dell'osservatorio astronomico di Antananarivo, il gesuita padre Coze, di raccogliere testimonianze in merito. La maggior parte dei testimoni concordò nel dire che l'oggetto aveva effettuato una discesa a picco e diversi passaggi sulla città. Tra i testimoni figurava anche Edmond Campagnac, pilota e direttore tecnico di Air France ad Antananarivo. Secondo una sua stima, la bolla aveva un diametro di circa 40 metri ed una velocità di circa 400 km/h. Alcuni testimoni dissero di avere visto un oggetto metallico sulla sommità della bolla.

## Spiegazioni
Fu avanzata l'ipotesi di un velivolo segreto sovietico, ma venne presto scartata. Non furono avanzate altre spiegazioni razionali, come quelle relative a fenomeni naturali, per cui il caso rimase insoluto.
Questo caso è regolarmente citato dagli ufologi fautori dell'ipotesi extraterrestre come uno dei più misteriosi. L'ipotesi del prototipo militare segreto non viene ritenuta attendibile in ragione della data dell'avvenimento e dello sviluppo della storia dell'aviazione, mentre le spiegazioni basate sull'ipotesi psicosociale sono contestate dagli ufologi a causa del gran numero di testimoni di diverso livello sociale e culturale.
Nel 1999 il caso fu citato in Francia nell'ambito del rapporto COMETA.

## Riferimenti
- Bulletin du GEPA (Group d'Etude des Phénomènes Aérospatiaux), n.6, 2nd semester 1964
- Observation du 16 août 1954, Tananarive (Madagascar), in Lumières dans la Nuit, Juillet-août 1994